# Курсай (Атирауська міська адміністрація)
Курса́й (каз. Құрсай) — колишній аул у складі Атирауської міської адміністрації Атирауської області Казахстану. Входив до складу Баликшинської селищної адміністрації. Ліквідований у 2018 році.
Населення — 3062 особи (2009; 2465 в 1999).